# Eduard Abramjan
Eduard Aslanowitsch Abramjan (armenisch Էդուարդ Աբրահամյան, russisch Эдуард Асланович Абрамян; * 22. Mai 1923 in Tiflis, Georgische SSR; † 20. Dezember 1986 in Jerewan) war ein armenischer Komponist, Pianist und Musikpädagoge.

## Leben
Abramjan studierte am Konservatorium Tiflis Komposition und Klavier. Sein Kompositionslehrer war Sargis Barchudarjan, seine Klavierlehrerin Anna Iwanowna Tulaschwili. Gleichzeitig begann er ein Studium als Flugzeug-Montagetechniker. Während des Krieges (1943–1945) arbeitete er in einer Flugzeugfabrik und konnte sein Musikstudium erst nach Kriegsende fortsetzen.
Als Tschaikowsky-Stipendiat schloss Abramjan 1950 sein Studium in Komposition und Klavier mit Auszeichnung ab. Man schickte ihn, mit Empfehlung des Kulturministeriums Armeniens, zu den führenden Professoren, und er bekam die Zulassung für ein Meisterklassen-Studium. 1961 wurde er Dozent und 1982 Professor für Klavier an der Musikhochschule in Jerewan.

## Werke (Auswahl)

### Bühnenwerk
- Агафон и его зятья [Agathon und sein Schwiegersohn], musikalische Komödie, Jerewan 1969

### Orchesterwerke
- поэма Отчизне [Gedicht ans Vaterland], 1950
- Tänze, 1951
- Klavierkonzert Nr. 1, 1950, bearbeitet 1965, Fassung für zwei Klaviere, 1965 bei Ajastan in Jerewan publiziert[2]
- Klavierkonzert Nr. 2, 1953

### Klavierwerke
- Klaviersonate Nr. 1, 1954, publiziert 1957 bei Ajpetrat in Jerewan, 1957[3]
- 24 Préludes, 5 Hefte, Präludien I–XXIV, Gesamtausgabe 1972 bei Musika[4]
  - Heft 1, Präludien I–VI, 1952 bei Musgis in Jerewan publiziert[5]
  - Heft 2, Präludien VII–X, 1956 bei Musgis in Jerewan publiziert[6]
  - Heft 3, Präludien XI–XV, 1957 bei Musgis in Jerewan publiziert[7]
  - Heft 4, Präludien XVI–XX, 1964 bei Musgis in Jerewan publiziert[8]
  - Heft 5, Präludien XXI–XXIV
- Impromptu (Eksprompt) B-Dur, publiziert beim Sowjetischen Komponistenverlag Sowetski kompositor, 1957[9]
- Impromptu fis-moll, 1969, 1974 bei Ajastan in Jerewan publiziert[10]
- Tanzfantasie, 1954, 1956 bei Musgis in Jerewan publiziert[11]
- Кох (russisch) [Transkription: Koch], Konzertstück, publiziert in Jerewan, 1961[12]
- Zwölf Klavierstücke, 1971 bei Ajastan in Jerewan publiziert[13] I Marsch der Pioniere II Impromptu III Lied IV Verspieltes Pferd V Erfindung VI Marsch der Zwerge VII Walzer VIII Puppentanz IX Nazani X Humoreske XI Choral XII Etüde
- Walzer - Humoreske, 1971, 1974 bei Ajastan in Jerewan publiziert[10]
- Marschfantasie, 1974 bei Ajastan in Jerewan publiziert[10]

### Weitere Instrumentalwerke
- Lied und Tanz für Balalaika, Musgis, 1956[14]
- Konzertscherzo für Violine und Klavier, publiziert bei Ajpetrat in Jerewan, 1956[15]
- Konzertscherzo für B-Trompete und Klavier, publiziert beim Sowjetischen Komponistenverlag Sowetski kompositor, 1957[16]
- Scherzo für Klavier, Violine und Cello, publiziert bei Sowjetakan Groch in Jerewan, 1976[17]

### Vokalwerke
Verschiedene Klavierlieder und Werke für Chor und Orchester.
- Zwei Romanzen für hohe Stimme und Klavier, Text: Avitek Isaakjan, publiziert bei Musgiz, 1953[18]
- Я - певец, Romanzen für Gesang und Klavier, Text: Avitek Isaakjan, publiziert bei Musika, 1958[19]
- Манущак (Фиалка) für Singstimme und Klavierbegleitung, Text: O. Gukasjan, 1962 bei Armgosisdat in Jerewan publiziert
- Zwei Lieder für Stimme mit Klavierbegleitung, Text: O. Gukasjan, 1968 bei Ajastan in Jerewan publiziert[20]
- Romanzen für Gesang und Klavier, publiziert bei Sojetakan Groch in Jerewan, 1982[21]